# Animal Crossing: Happy Home Designer
Animal Crossing: Happy Home Designer — відеогра у жанрі пісочниця 2015 року, розроблена та видана Nintendo за підтримки Monolith Soft для Nintendo 3DS. Гра була випущена в Японії в липні 2015 року, у Північній Америці у вересні 2015 року та в регіонах PAL у жовтні 2015 року. Гра є допоміжним продуктом серії Animal Crossing, де гравець повинен проектувати будинки для різних персонажів, антропоморфних тварин. Гра отримала змішані відгуки від критиків після випуску, вихваляючи творчу свободу та покращені елементи керування дизайном, але критикуючи відсутність викликів, відсутність винагороди та те, що гра не є DLC для Animal Crossing: New Leaf, і було продано 3,04 мільйона копій по всьому світу, станом на березень 2016 року.
Продовження, Happy Home Paradise, було випущено як DLC для New Horizons 5 листопада 2021 року.

## Геймплей

Скріншот гравця, який працює над одним із будинків селянина.

Animal Crossing: Happy Home Designer применшує механіку симуляції ширшої спільноти основної серії Animal Crossing на користь зосередження на проектуванні будинків; гравці працюють як співробітники Nook's Homes, проектуючи будинки для інших жителів села тварин на основі їхніх пропозицій. У міру прогресу гравці відкриватимуть додаткові елементи меблів, які зможуть включити у свій дизайн. Гравці також можуть відвідувати створені ними будинки.
Гра взаємодіє з New Leaf, головним чином дозволяючи гравцеві розблокувати ексклюзивні меблі через кіоск Nookling Junction.
Гра інтегрується з картками Animal Crossing Amiibo; сканування карток дозволяє їхньому персонажу відвідати дім, який спроектував гравець, і дозволяє гравцям проектувати будинки для інших головних персонажів, таких як К. К. Слайдер і Том Нук.

## Розробка
Продюсер серії Animal Crossing Ая Кьогоку пояснила, що Happy Home Designer надихнувся внутрішнім процесом проектування будинків для мешканців села з тваринами в основних іграх Animal Crossing, заявивши, що «нам потрібно було подумати, які речі сподобаються цій тварині? Що? Яке життя вони ведуть? Спроба з’ясувати, чого вони хочуть, була дуже веселою, і ми спробували придумати спосіб, яким ми могли б отримати такий досвід і для гравців». Гравці не прив’язані до певного бюджету під час проектування будинків; поки концепція розглядалася, команда розробників вважала, що таке обмеження надто сильно обтяжує творчі здібності гравця. Дві ігри також мають інтеграцію одна з одною; будинки, розроблені в Happy Home Designer, можуть з’являтися в грі Amiibo Festival. На Amiibo Festival було заплановано випуск восьми серій персонажів на amiibo. Після оголошення деякі висловили стурбованість тим, що серія рухається в іншому напрямку гри; однак Кьогоку зазначила, що він і Amiibo Festival були допоміжними продуктами, і не обов’язково представляють, куди основна серія піде в майбутньому. 
15 жовтня 2021 року під час прямої трансляції Animal Crossing Direct було оголошено, що преміальний DLC Animal Crossing: New Horizons: Happy Home Paradise вийде 5 листопада 2021 року разом із оновленням New Horizons 2.0. Він доступний за 25,00 доларів США, починаючи з попередніх замовлень 29 жовтня. Він також включений у вартість «Пакета розширення» служби Nintendo Switch Online. DLC черпає сильне натхнення від Happy Home Designer і розповідає про те, як гравець будує будинки для відпочинку для кількох жителів села, а також заклади, такі як школа та ресторан. Лотті повертається, і з’являються два нових персонажі. У новому DLC гравець може використовувати шпалери на окремій стіні, а не тільки на всіх чотирьох, дозволити жителям села жити разом, і також багато інших речей.

## Рецепція
| Агрегатор  | Оцінка |
| ---------- | ------ |
| Metacritic | 66/100 |

| Видання       | Оцінка |
| ------------- | ------ |
| Game Informer | 5/10   |
| GameSpot      | 5/10   |
| GamesRadar+   | [ 11 ] |
| IGN           | 8/10   |
| Nintendo Life | [ 13 ] |

Гра має загальну оцінку 66,15% на GameRankings і 66/100 на Metacritic, що вказує на «змішані або середні відгуки». Каллі Плагге з IGN похвалила гру за «свободу творчості», але зауважила, що іноді гра здається невигідною. Подібним чином у Nintendo Life відчула, що «самий обсяг контенту був приголомшливим», але критикувала «відсутність будь-яких реальних викликів».
Джефф Корк з Game Informer дав грі 5 з 10, сказавши, що це «глибоке занурення у звичайний мілкий домашній басейн Animal Crossing, без елементів міста, які роблять серію таким успішним». У GameSpot так само присудили їй оцінку 5 із 10, сказавши: «З тим, що є в грі, Happy Home Designer був би чудовим DLC для New Leaf: він оновлює незграбні елементи керування попередньої гри, а надлишок нових предметів дорівнює фанати хардкору є причиною повернутися до свого, ймовірно, занедбаного села. Але як окремий досвід, незалежно від того, скільки щасливих будинків я проектую, місто просто здається пустим».

### Продажі
Протягом тижня дебюту гри в Японії вона була найбільш продаваною відеогрою в регіоні з 522 556 проданими копіями. Станом на березень 2016 року загальні продажі в Японії перевищили 1,48 мільйона копій, а загальні продажі в усьому світі становлять 3,04 мільйона копій.